# Семендуева, Зоя Юноевна
Зоя Юноевна Семендуева (фамилия при рождении — Хаимова; 20 октября 1929, Дербент, Дагестанская АССР, СССР — 9 апреля 2020, Нетания, Израиль) — горско-еврейская советская и израильская поэтесса.

## Биография
Родилась 20 октября 1929 года в Дербенте. Училась в Махачкале. В 1950 году поступила на работу в Дагкнигоиздат на должность редактора. Постоянно находясь в творческой среде, Зоя однажды решила попробовать и свои силы в поэзии. Уже первые опыты были одобрены Хизгилом Авшалумовым и Сергеем Изгияевым.
Первая публикация состоялась в 1960 году на страницах альманаха «Ватан Советиму» («Советская Родина»), выходившего на горско-еврейском языке. Первый сборник — «Войгей дуьл» («Веление сердца») — вышел в 1967 году, а всего до репатриации в Израиль Зоя Семендуева выпустила 10 сборников стихов. Она пишет о своём народе, о любви, дружбе, о войне и мире.
Композиторы Хизгил Ханукаев, Юно Авшалумов написали песни на стихи З. Ю. Семендуевой.
Член Союза писателей Дагестана. Произведения поэтессы публиковались в московских литературных журналах. Вышли два сборника на русском языке — «Народ-победитель», «Песня, мечта и любовь».
В декабре 1992 года Зоя Юноевна репатриировалась в Израиль. В Израиле её стихи публиковались в сборнике «Говлеи — Избавление», а в 1998 году она выпустила новый сборник стихов «У обелиска», в который вошли произведения на горско-еврейском языке и переводы её стихов на русский язык. В 2007 году вышла книга «Духдер эн дуь бебе», в которую включены одноимённая пьеса и сказки. Печаталась Зоя Семендуева и в израильском литературно-публицистическом альманахе «Мирвори» («Жемчуг»).
С 1999 года член Союза писателей — выходцев с Кавказа (Израиль).
С 2008 года Зоя Семендуева и её муж участвовали в проекте перевода Танаха на горско-еврейский язык (редактировали и корректировали текст). Над этим проектом работала группа людей из США под руководством Люси Линкольн, специально приехавших для этого в Израиль. Большие познания в горско-еврейском языке и опыт издательской работы Зои Семендуевой и её мужа способствовали успешной реализации проекта.
Жила в Кфар-Йоне. Скончалась 9 апреля 2020 в Нетании.

## Семья
- Родители: Наамо и Юно Хаимовы.
- Брат: Хаим (р. 12 мая 1931).
- Муж: Ахом (Алексей) Эудович Семендуев (его также называют «Хахам», что на иврите означает «умный»; 10 марта 1927 — 8 мая 2014) — с 1950 года редактор и заведующий отделом в Дагкнигоиздате.
- Дети: Игорь (Эуд; р. 6 августа 1953) — инженер-строитель; Евгения (р. 7 февраля 1955) — архитектор; Тамара (р. 20 декабря 1956, Махачкала); Семён (Шимон; р. 20 мая 1958); Светлана (р. 12 августа 1961).